# Jesse Benavides
Pour les articles homonymes, voir Benavides.
Jesse Benavides est un boxeur américain né le 3 novembre 1963 à Corpus Christi, Texas.

## Carrière
Passé professionnel en 1984, il devient champion du monde des super-coqs WBO le 24 mai 1991 en battant Orlando Fernandez aux points. Il conserve sa ceinture face à Fernando Ramos avant d'être battu par Duke McKenzie le 15 octobre 1992.

## Référence
1. ↑  (en) Duke McKenzie vs. Jesse Benavides (boxrec.com)